# Озброєння лінкорів класу Айова

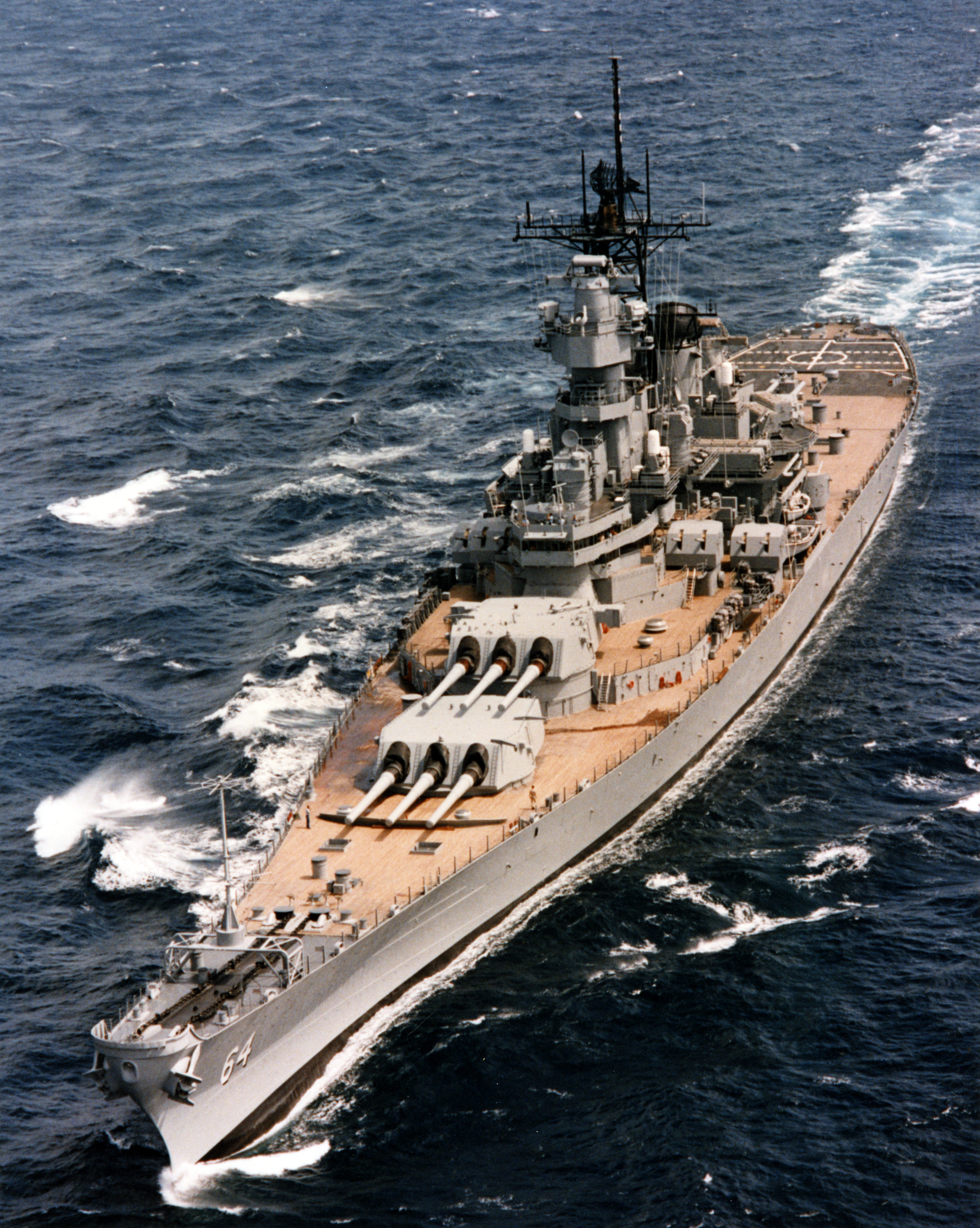
Лінкор Вісконсин, фотографія зроблена у 1980-х.

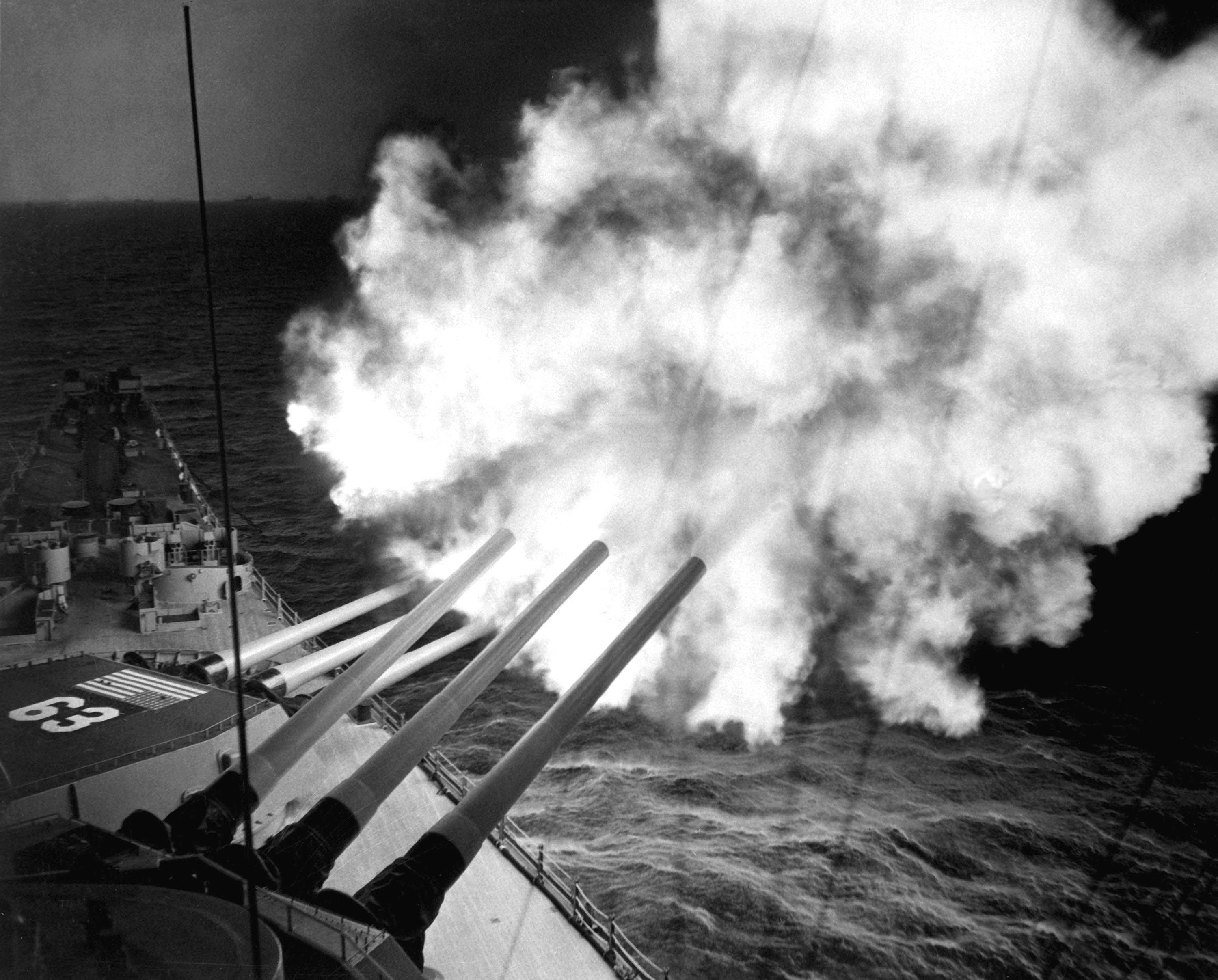
Постріл 16-дюймової гармати з лінкору Міссурі

Озброєння зазнало значного розвитку з часу закладання на стапелі першого корабля класу Айова у червні 1940. Завдяки безперервній розробці, озброєння цих лінкорів, вони залишилися найбільш важкоозброєними бойовими кораблями, які було спущено на воду в США.
У конфігурації часів Другої світової війни, кожний з лінкорів класу Айова мав головну батарею з гармат калібром 16 дюймів (406 мм), які могли вражати цілі на віддаленні до 20 статутних миль (32 км) різними типами артилерійських снарядів, створених для боротьби з кораблями або задля бомбардування наземних об'єктів. Батарея додаткових 5 дюймових (127 мм) гармат могла вражати цілі на відділенні до 9 статутних миль (14 км) за допомогою суцільних снарядів або снарядів з неконтактними детонаторами, а також використовувалися як гармати ППО та ПМК. Також на кожному з чотирьох лінкорів було встановлено багато зенітних автоматів на 20 мм та 40 мм.
Після модернізації у 1980-х на кожному лінкорі залишилися гармати головного калібру, але демонтовано чотири башти допоміжного калібру для встановлення двох платформ ракет Томагавк. Кожний лінкор отримав також чотири ПУ ракети Гарпун, зенітні системи Phalanx та протиракетні системи Гатлінга та комплекси радіоелектронної боротьби.

## Головний калібр

### Башти

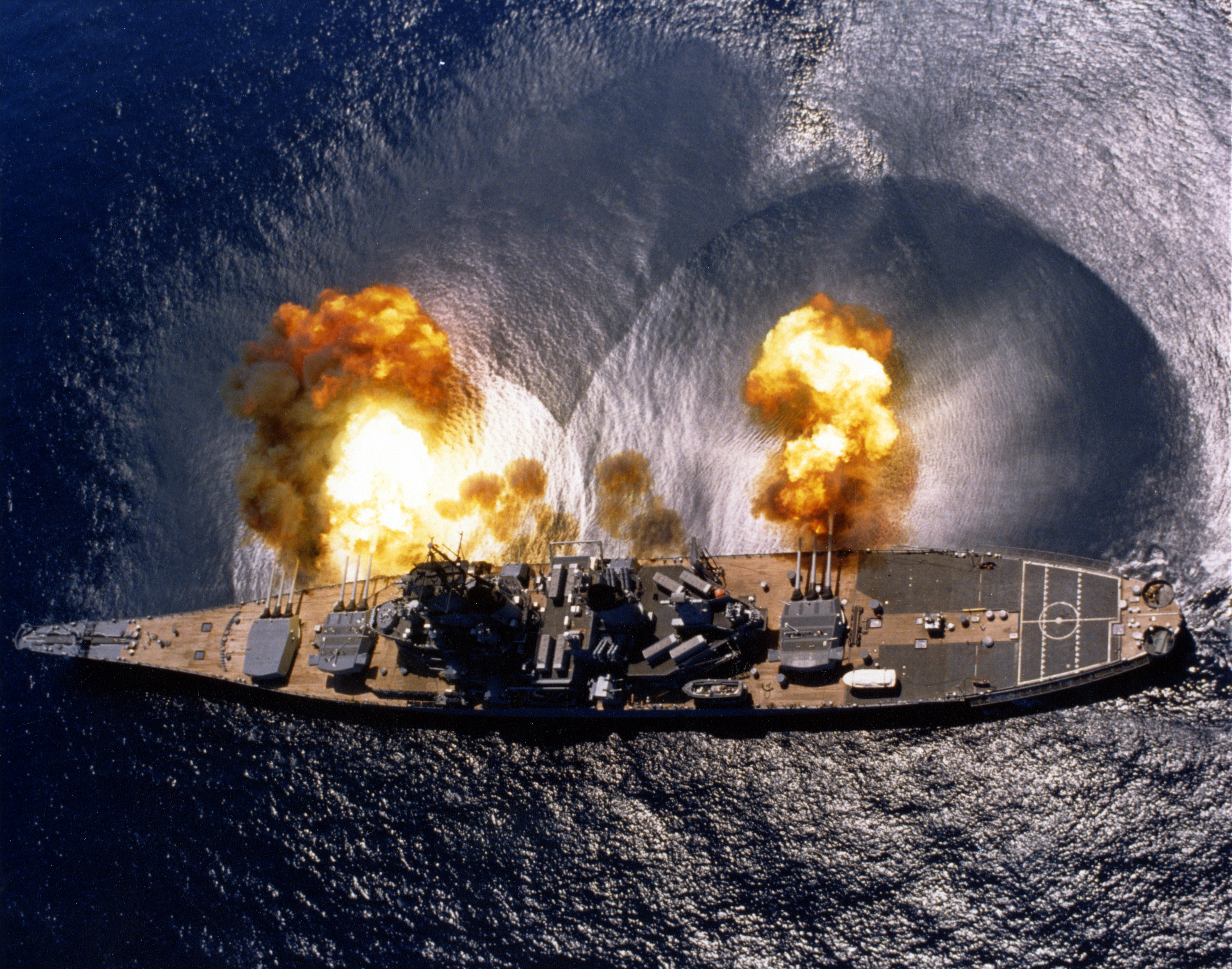
Лінкор Айова веде бортовий вогонь з усіх дев'яти гармат калібру 16 дюймів (406 мм)/50-калібрів та шести 5-дюймових (127 мм)/38-калібрів гармат під час навчальних стрільб. Зверніть увагу на ударну силу яка впливає на воду, а також на різні кути піднесення стволів 16-дюймових (406 мм) гармат.

Головним озброєнням лінкорів класу Айова є дев'ять казнозарядних 16 дюймових (406 мм)/50-калібрів Mark 7 морських гармат, які були розташовані у 3-баштах: дві спереду і одна позаду, у конфігурації відомій як «2-A-1». Довжина стволів гармат становила 20 м (50 разів скласти їх калібр 16-inch (410 mm) або 50 калібрів, від зрізу казенної частини до дула). Близько 13 м ствола виступають з башти. Вага кожної гармати 108 000 кг без казенної частини або 121517 з казенною частиною. Вага снарядів становила від 860 до 1220 кг, початкова швидкість — 2952 км/год., максимальна дальність стрільби 38,72 км при використанні бронебійних снарядів.
Кожна гармата знаходиться у броньованій башті, але над палубою піднімається лише верхня частина башти. Глибина башт 1 та 3 становить чотири палуби, 2 — п'ять. На нижніх палубах знаходяться механізми, які обертають башту та піднімають гармати. У нижній частині башти знаходяться погреби артилерійських снарядів та зарядів з порохом. Усі відсіки у башті розділено вибухозахищеними перегородками для запобігання поширення вогню та отруйних газів усередині башти. Кожній башті для керування потрібен був екіпаж з 77—94 осіб. Башти не були прироблені до корабля, а поміщалися на роликах. На справі це означало, що коли корабель перевертався оверкіль, башти випадали з нього. Вартість кожної башти становила 1,4 млн доларів США, але ця вартість без урахування вартості гармат.
Башти були «триствольні», але не «строєні», тобто кожний ствол можна було піднімати, окремо від інших, на свій кут і вести вогонь незалежно від інших стволів. Корабель міг стріляти будь-якою комбінацією своїх гармат, в тому числі й бортовим залпом усіх дев'яти.
Кути наведення гармат становили від −5° до +45°, швидкість підняття 12° за секунду. Башти оберталися на 300° зі швидкістю чотири градуси за секунду і могли стріляти назад через бімс, так би мовити «через плече». Гармати ніколи не стріляли горизонтально вперед (при переобладнанні у 1980-х, в носі було встановлено антену супутникового зв'язку). Щоб можна було відрізнити постріли з різних кораблів класу Айова, використовували різнокольорові мішки. Айова, Нью-Джерсі, Міссурі та Вісконсин мали такі кольори: помаранчевий, синій, червоний та зелений відповідно.
У башті всередині на стіні, в декількох метрах від перил, червоною фарбою нанесені відмітки віддачі гармат для попередження екіпажу.

16-inch (406 mm) башта у розрізі

При введенні в експлуатацію гармат під час Другої світової війни їхній ресурс становив 290 пострілів, у більшій мірі через використання нітроцелюлозного пороху. Після Другої світової війни на флоті почали використовувати бездимний порошковий дифеніламін (SPD), охолоджувач спалення пороху, який збільшив термін служби з 290 до 350 пострілів. Термін служби було збільшено ще після використання суміші діоксиду титану та воску, відомої як «Шведська Добавка» на лінкорі Нью-Джерсі під час війни у В'єтнамі, а пізніше використано і на інших кораблях після модернізації у 1980-х. Також було додано поліуретанові чохли на заряди пороху для зменшення газової ерозії після пострілу. Ці заходи значно подовжили термін служби стволів.
Після кожного пострілу ствол банять. Через те, що гармати лінкора не можна розібрати як гармати меншого калібру, спеціальні помічники канонірів витрачають цілий день, а то й більше, щоб пересвідчитися, що стволи правильно вичищені. Для прочищення стволу два матроси вставляють банник у казенну частину, а далі для просування його по стволу використовується механізм досилання снарядів. Всередині башти обслуга перевіряє, чи добре почищено і змащено затворні частини, у той час як ззовні матроси відчищають нагар і зафарбовують підпалини, які залишаються після стрільби 16-дюймовими снарядами.

### Керування вогнем
Перша система керування вогнем головних батарей складалася з башти керування вогнем, двох систем керування вогнем гармат Mark 38 (GFCS) і обладнання керування вогнем, яке було розташовано на двох баштах. Після модернізації у 1980-х, кожна башта отримала радар DR-810, який вимірює дульну швидкість кожної гармати та дає змогу легко прогнозувати швидкість успішних пострілів. Разом Mark 160 FCS та покращені метальні заряди дали змогу створити найбільш точніші гармати для бойового корабля.

#### Башта керування вогнем
Башта керування вогнем була важкоброньованою, бойовою станцією артилерійського офіцера і до неї можна було дістатися через важкоброньовану бойову станцію капітана, бойовий місток. Вона була оснащена перископами і контрольними панелями, на яких відображалися данні по зброї лінкора (прилади напрямів, напрям башт, статус зарядження гармат, дисплеї радарів контролю вогню, тощо). За допомогою радарних дисплеїв офіцер-артилерист міг вносити коригування у наведення гармат, згідно зі сплесками навколо цілі.

#### Система керування артилерійським вогнем Mark 38
Головними компонентами Системи керування артилерійським вогнем Mk38 (GFCS) були прилад керування артилерійським вогнем, центральний артилерійський пост та і обладнання передачі даних. Дві системи, носова і кормова, були незалежні одна від одної. Їх центральні артилерійські пости були ізольовані для захисту від пошкоджень у бою.

##### Прилад керування артилерійським вогнем
Носовий прилад керування артилерійським вогнем Mk38 було розташовано на верхівці башти керування вогнем. На приладі було встановлено оптичні приціли, оптичний далекомір Mark 45 та радарна антена контролю за вогнем Mark 13. Задачею приладу було визначення азимуту та дистанції до цілі. Це можна було зробити вручну за допомогою прицілів та далекоміра або за допомогою електроніки — радаром. Положення цілі називалося лінія візування, і воно постійно передавалося на датчик дальності Mk 8 у центральному артилерійському посту за допомогою сельсинових передавачів. Також якщо не радар не використовувався для визначення падіння снарядів, далекомірна станція виконувала оптичне визначення падіння снарядів.

##### Центральний артилерійський пост

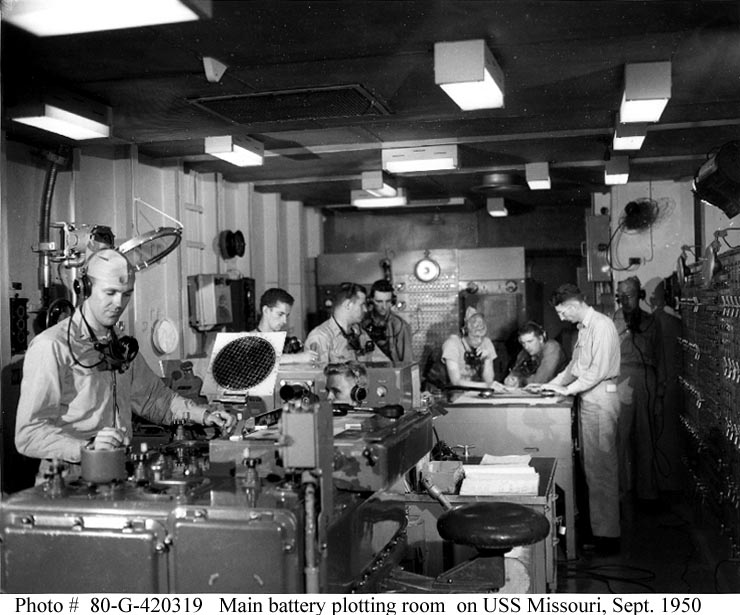
Центральний пост лінкора Міссурі, 1950

Носовий центральний артилерійський пост головних батарей було розміщено нижче ватерлінії та за броньовим поясом. Тут розміщувалися носові системи датчика дальності Mark 8, вертикального стабілізатора Mark 41, радара керування вогнем (КВ) Mk13, коректори паралакса, панелі керування вогнем, панелі бойових телефонів, індикатори статусу батарей, помічник артилерійських офіцерів та техніки керування вогнем.
Датчик дальності Mk8 був електромеханічним аналоговим комп'ютером у задачі якого входило постійне обчислення напряму та кута підвищення гармат для вирахування майбутньої позиції цілі. Він робив це завдяки автоматично отриманій інформації з далекомірного посту, радара КВ (дальність), корабельного гірокомпаса (вірний курс корабля), гідродинамічного лага (швидкість корабля), вертикального стабілізатора (диферент і крен корабля) і корабельного анемометра (відносна швидкість і напрям вітру). Також перед початком дій техніки керування вогнем вручну вводили середню початкову швидкість снарядів і щільність повітря. Завдяки цій інформації датчик дальності вираховував найбільш оптимальний маршрут руху між кораблем і ціллю. Потім він міг вирахувати кут зміщення та зміну дальності між початковою і майбутньою позиціями цілі наприкінці польоту снарядів. До цих зміщень напряму та дальності він додавав коригування на гравітацію, вітер, ефект Магнуса на обертання снарядів, кривизну Землі та коріолісову силу. Результатом були команди з вказівкою направлення башт та кутів підвищення гармат. Під час бомбардування сухопутних об'єктів дальність та падіння снарядів, а також висота цілі, вводилися вручну.
Вертикальний стабілізатор Mk 41 (також мав назву Gun Director) був вертикальним пошуковим гіроскопом. Його функція полягала у створенні і підтриманні стійкої вертикалі відносно землі і пов'язаній з ним горизонтальній площині. За допомогою встановленню горизонтальної площини, Mk 41 безперервно вимірювати кути між палубою та горизонтальною площиною. Ці кути постійно передаються на датчик дальності для підтримання гармат у вірному підвищенні при будь-якому диференті та крені. На шкафуті на висоті з обох сторін були встановлені батарейні вогневі ключі.  Лівий ключ був сигнальним ключем залпового вогню і подавав звуковий сигнал який попереджував екіпаж про готовність батарей до вогню. Центральний ключ (з виступами на рукоятці для його ідентифікації) був автоматичним вогневим ключем. Коли ключі були закриті, Mk 41 міг автоматично відкривати вогонь з гармат всякий час коли палуба корабля була паралельна горизонтальній площині. Також, коли хитавиця була такою, що приводи підняття гармат не встигали змінювати кути, за коливаннями корабля, гармати фіксували на визначеному піднятті і MK 41 міг також вести автоматичний вогонь. Правий був ключем ручного ведення вогню. Він давав в обхід Mk 41 вести вогонь.
Радар КВ Mk 13 видавав справжню дальність до цілі і показував падіння снарядів навколо цілі, щоб артилерійський офіцер міг коригувати наведення по дальності і спалахах від снарядів у датчику дальності. Він також міг автоматично слідкувати за ціллю. Завдяки радару, система керування вогнем могла відстежувати цілі і вести по них вогонь на великій дистанції і з високою точністю протягом дня, ночі або за складної погоди. Яскравим прикладом цього стала атака у листопаді 1942, коли лінкор «Вашингтон» атакував лінійний крейсер японського імператорського флоту Кірішима на дистанції 18 500 ярдів (16 900 м) уночі. Атакована Кірішима була охоплена вогнем і миттєво покинута екіпажем. Цей радар дав велику перевагу Сполученим Штатам у Другій Світовій війні, тому що японці не спромоглися зробити радари або автоматичну систему керування вогнем на рівні американської і залишалися у невигідному становищі. Також можна прочитати статтю Битва у затоці Лейте (25 жовтня 1944) під час висадки десанту у затоці Лейте.
Коректори паралаксу були потрібні через те, що башти були розташовані у сотні футах від приладу керування. На кожну башту було по одному і у кожному можна було вручну внести дистанцію башта-прилад керування. Вони автоматично отримували Відносний Пеленг до цілі (пеленг з носа корабля) і дистанцію до цілі. Вони коригують пеленг кожної башти для того, щоб усі снаряди у залпі летіли в одну і ту же точку.
З панелі керування вогнем відбувалося налаштування батарей. За її допомогою артилерійський офіцер міг змішувати та поєднувати все три башти, перемикаючи їх на обидві системи керування вогнем. Він міг перемкнути керування усіма баштами на носову систему, на кормову систему або розділити батареї для ведення вогню по двох цілях.
Помічник артилерійського офіцера та техніки керування вогнем керували обладнанням, спілкувалися з обслугою башт та екіпажем корабля через телефони з голосовим живленням, а також спостерігали за сигналами датчика дальності і системних індикаторів проблем. при наявності проблем, вони могли виправити цю проблему, або змінити конфігурацію системи, щоб пом'якшити його ефект.

#### Баштова система керування вогнем
Башти 2 та 3 мають оптичні далекоміри. Якщо у бою, система керування вогнем Mark 38 було пошкоджено або перебито кабель по якому надходять сигнали про пеленг та кути підвищення, баштовий офіцер міг перемкнути башту на місцеве керування. Потім він міг продовжити роботу завдяки обладнанню керування вогнем, яке було встановлено у башті.

### Боєприпаси

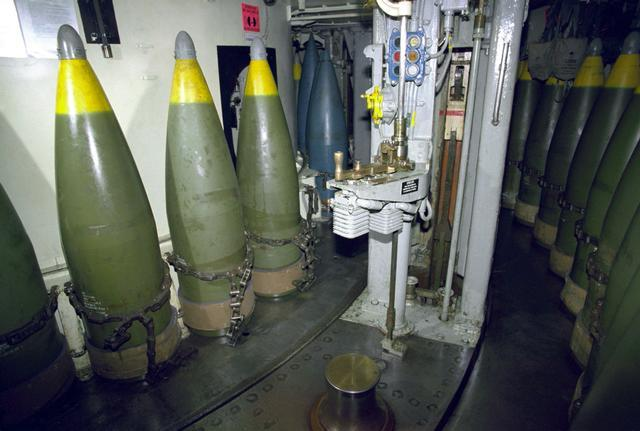
16-дюймові морські снаряди

Гармати головного калібру могли вести вогонь двома типами 16-дюймових снарядів: бронебійними, проти кораблів та наземних броньованих споруд, та фугасними, розрахованими для використання проти неброньованих цілей і обстрілу берегових укріплень. Пізніше було додано третій тип розрахований на доставлення тактичних ядерних боєголовок.
Mk. 8 APC (бронебійний, з ковпачком) снаряд вагою 1225 кг було розроблено для пробивання загартованої сталевої броні. На дистанції у 18 км снаряд Mk. 8 міг пробити 500 мм сталеву бронеплиту. На тій же дистанції the Mk. 8 міг пробити 6,4 м монолітного бетону.
Для неброньованих цілей та бомбардування узбережжя, використалися 862 кг снаряди Mk. 13 HC (High-Capacity(високопотужні) — мова йде про заряд). Снаряд Mk. 13 міг створити вирву діаметром 15 м і глибиною 6 м після вибуху і міг повалити дерева у радіусі 360 м від епіцентру вибуху.

Останнім типом боєприпасів лінкорів класу Айова були так звані снаряди «Кеті». Ці снаряди з'явилися завдяки концепції ядерного стримування яка почала формувати збройні сили США з початком Холодної війни. Щоб зрівнятися з ВПС та армією, для яких створювали ядерні бомби та снаряди, флот почав секретний проект по створенню морського ядерного снаряда Mk. 23 з тротиловим еквівалентом 15—20 кілотонн. Ці снаряди розроблялися для використання на найкращій морській платформі того часу, якою були чотири лінкори класу Айова. Розробляти снаряди почали у 1953 і представили їх у 1956; проте досі не відомо чи були вони поставлені на борт лінкорів класу Айова, через те що командування флотом не підтвердило і не спростувало присутність ядерної зброї на борту цих кораблів. У 1991 вивели зі служби ядерні артилерійські снаряди, те ж саме зробила і Росія у 1992. США забрали 1300 ядерних снарядів з Європи і повністю утилізували їх до 2003.

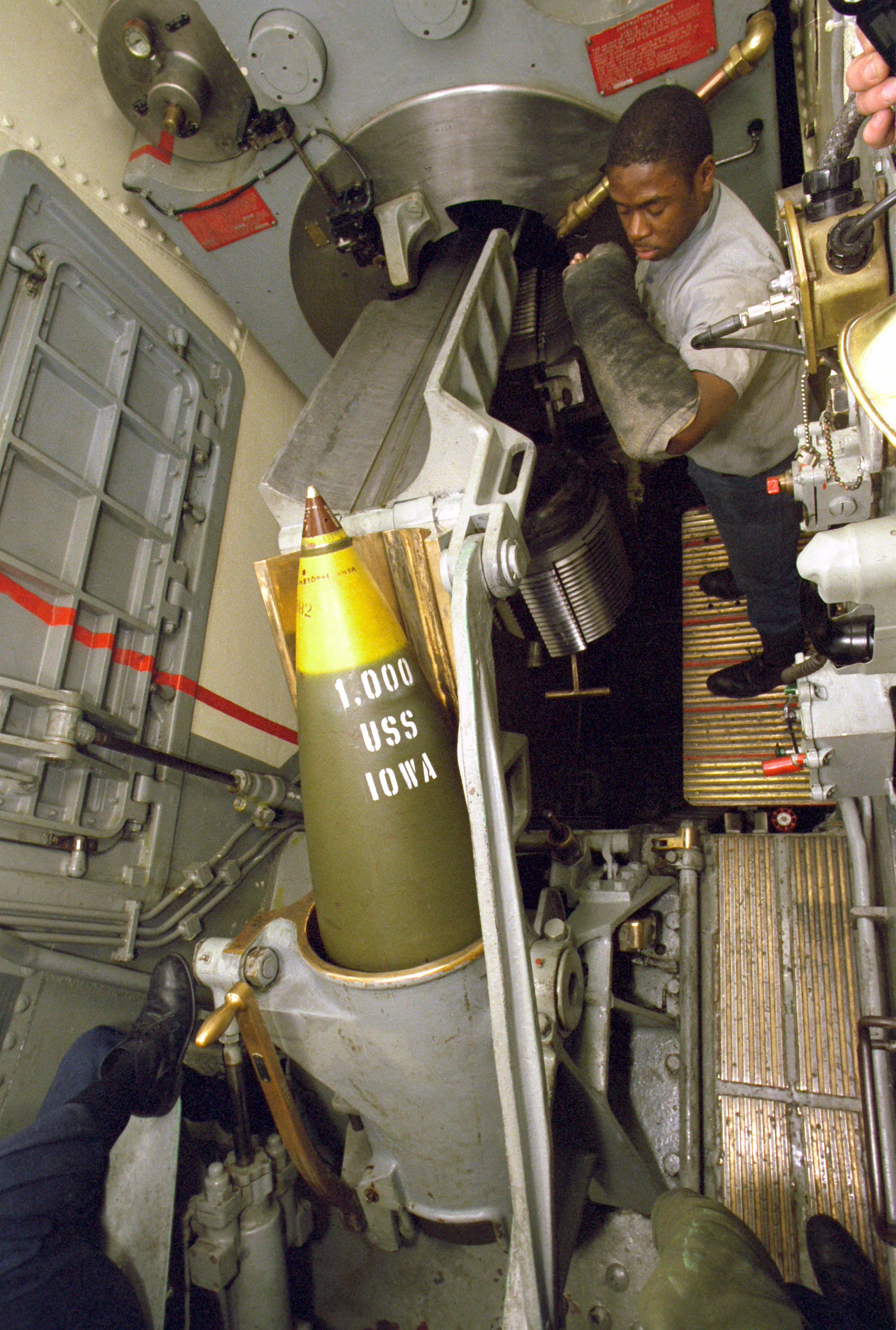
Завантаження снаряду, 1986.
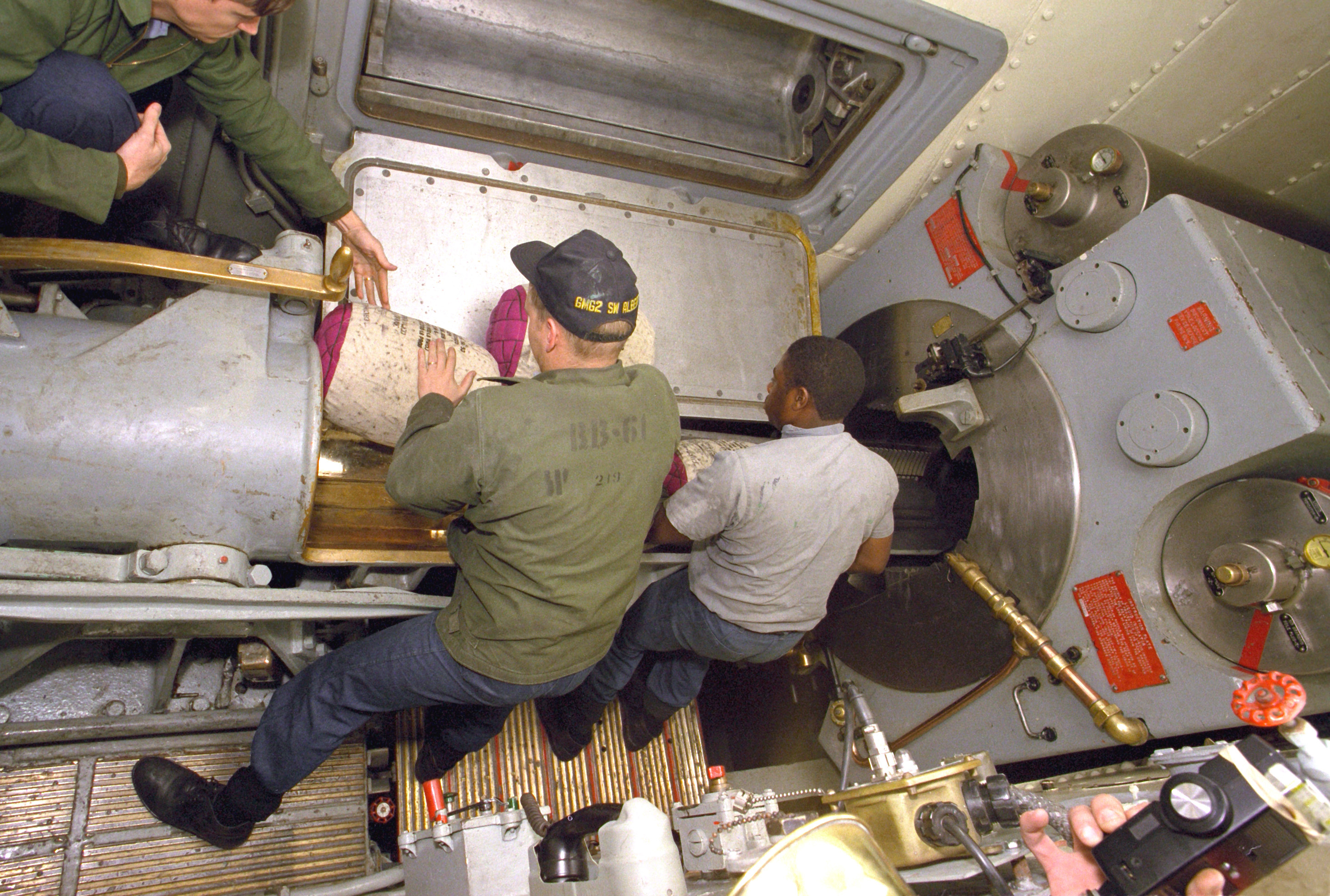
Розміщення картуза пороху, 1986.
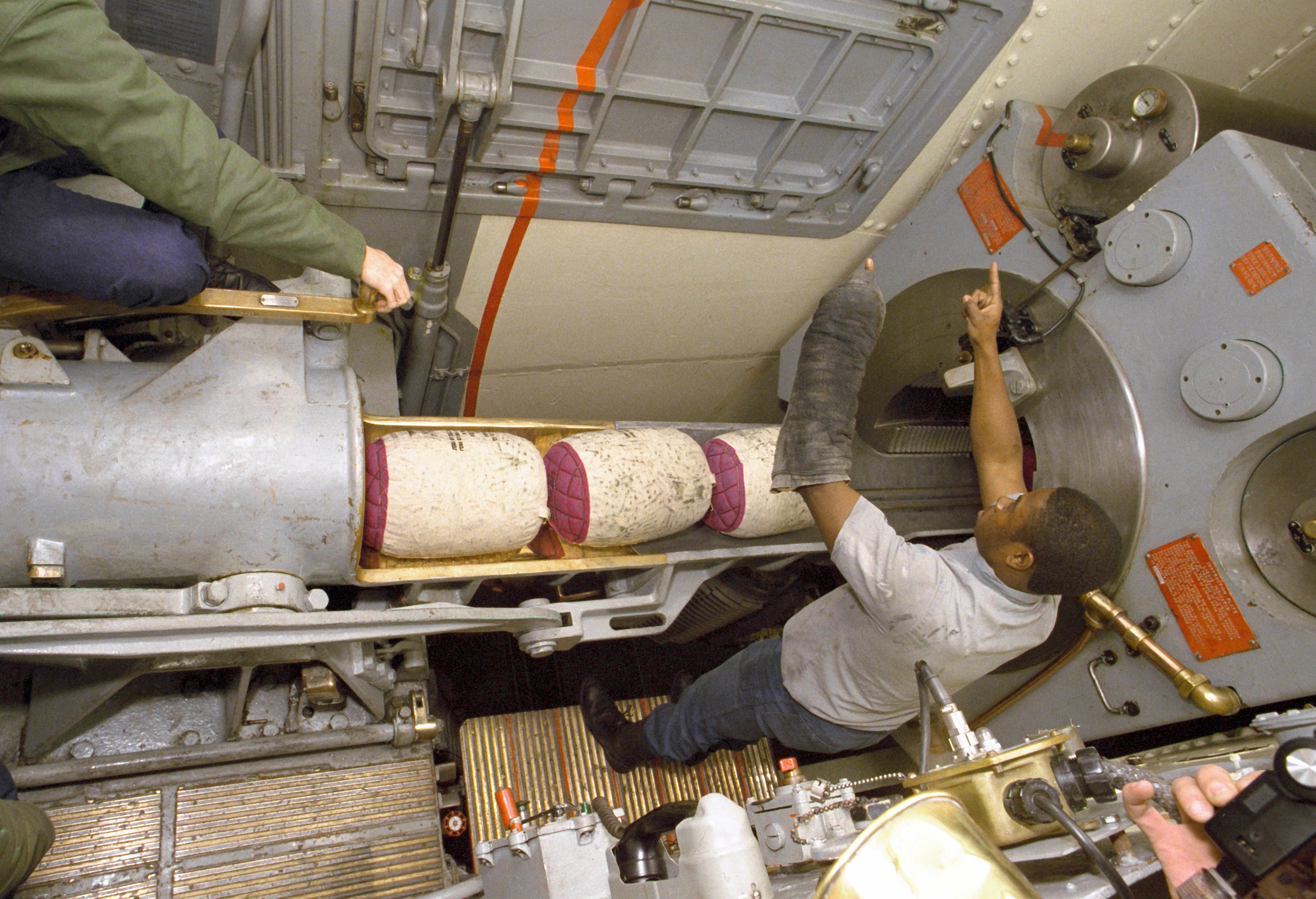
Досилання картуза пороху, 1986.

## Додаткові батареї
Додаткові батареї мали подвійне призначення; вони були покликані захищати корабель як від цілей на поверхні так і від повітряних цілей. Спочатку додаткові батареї складалися з 10 башт на дві гармати Mark 28, Mod 2, і чотирьох систем керування артилерійським вогнем Mark 37. Спочатку ефективність батарей була невелика через велику швидкість літаків, але це змінилося під кінець Другої світової війни завдяки встановленню оновленої системи Mk37 і розробки неконтактного детонатора VT (Variable Time). Під час оновлень у 1960-х і 1980-х батареї отримали нові гармати та модифіковані системи керування вогнем. У 1968 при оновленні лінкора Нью-Джерсі для несення служби у В'єтнамі, було встановлено три системи керування вогнем Mark 56, дві з обох боків попереду кормової вентиляційної труби і одну між задньою щоглою та кормовою баштою Mk 38. Це підвищило зенітні можливості лінкора, тому що система Mk 56 могла відстежувати та обстрілювати швидкі літаки. У 1980-х під час модернізації, системи Mk 56 і чотири башти було прибрано щоб вивільнити місце для крилатих ракет, залишив додаткові батареї з чотирма системами Mk 37 та шістьма баштами на всіх лінкорах класу Айова. Під час війни у Перській затоці додаткові батареї використовували для обстрілу узбережжя та берегового захисту. Оскільки на борту лінкорів були невеликі загони морських піхотинців, при кожній 5-дюймовій башті було по одному морпіху.

### Башта Mark 28, Mod 2

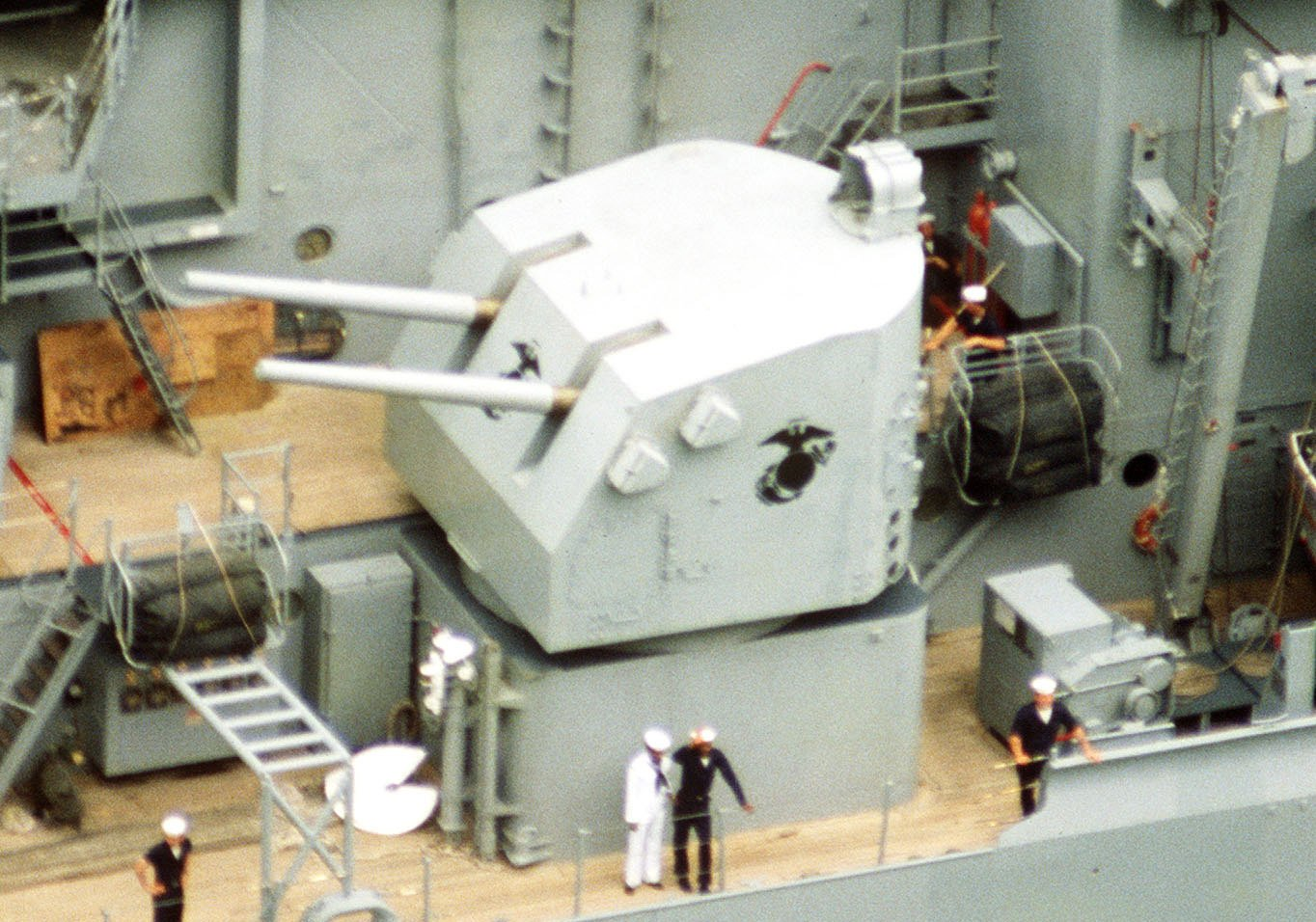
5-дюймова (127 мм) башта прикрашена Орлом, Земною кулею та Якорем емблемою корпусу Морської піхоти США на борту лінкору Нью-Джерсі

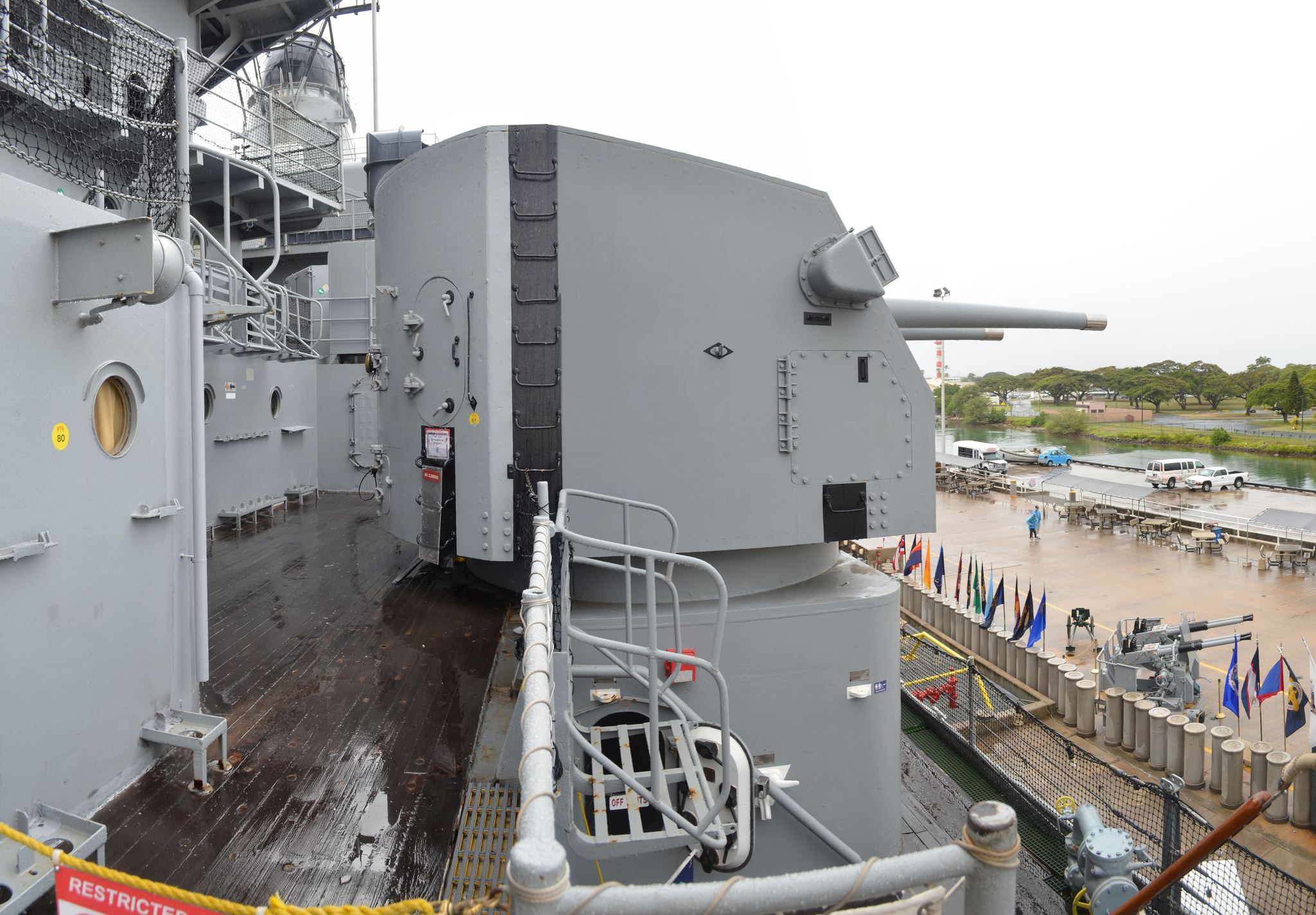
5-дюймова башта на лінкорі Міссурі

Кожна башта Mk 28 Mod 2 має дві гармати Mark 12, 5in/38cal, електро-гідравлічні приводи для наведення у горизонтальній та вертикальній площинах, оптичні приціли, автоматичний установник запалу, автоматичний установник прицілу та верхнє перевантажувальне відділення. Кожна броньована башта важить 170,635 lb (77,399 kg). Обслуга башти складається з 13 осіб, не рахуючи обслугу, яка пересуває боєприпаси у верхньому перевантажувальному відділенні, набраних матросів та морпіхів, які несуть службу на борту лінкора.

#### Гармата Mark 12

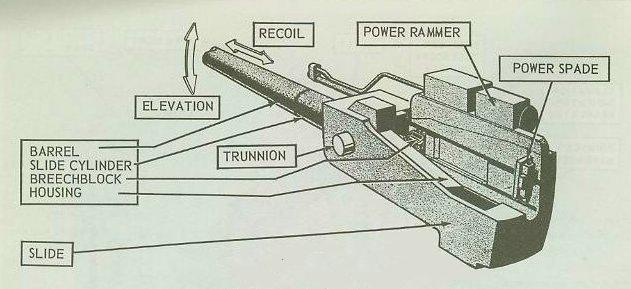
Блок гармати Mk 12 (права гармата)

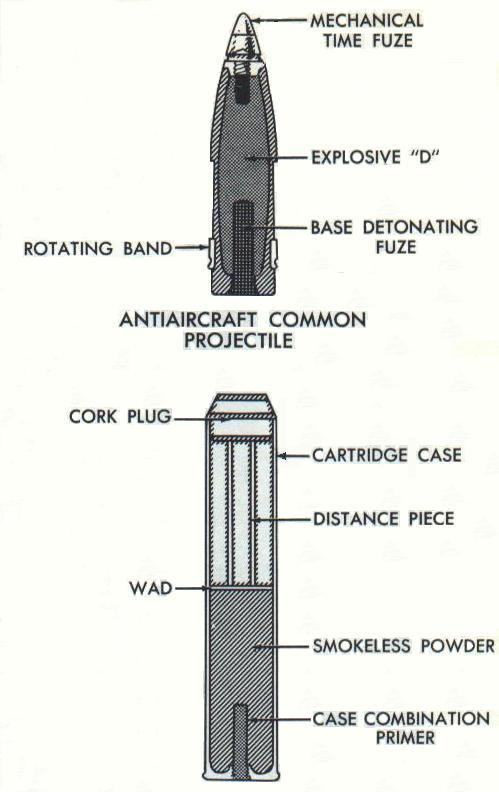
Роздільні боєприпаси калібру 5"/38cal. Зенітний снаряд з зарядом пороху.

Блок гармат Mk12 мав дві півавтоматичні гармати з вертикальним ковзним клиновим казенником. Через те, що гармати мали роздільне заряджання, до башти подавалися окремо снаряд і заряд пороху. Кожна гармата з двох мала свій підйомник для снарядів і зарядів пороху. Електрогідравлічний підйомник подавав кожний снаряд до заряджальника носовою частиною вниз. Інший електрогідравлічний підйомний кран подавав заряд пороху знизу через люк у палубі до ніг заряджальника. За командою «Заряджай», зарядник № 1 знімав запобіжник з капсулю на денці заряду, діставав заряд з люка і клав його на лоток заряджання. Тим час інший зарядник № 2 виштовхував снаряд з підйомника лебідки і розташовував його перед зарядом пороху на лотку заряджання. Потім він натискав на важіль Заряджання. Шомпол заганяв снаряд і заряд у казенну частину гармати. Коли заряд пороху доходив до верху   казенної частини, клиноподібний затвор піднімався і закривав камору. Гармата була готова вести вогонь. Капсуль можна було запалити електрично або ударно. Перевага надавалася електричному запалюванню через те, що ним можна було керувати з центрально посту при залповій стрільбі по сухопутних цілях або при веденні вогню по повітряних цілях. Ударний постріл міг зробити навідник (особа яка керувала елеватором) натисканням ножної педалі. Після пострілу, завдяки відкочування важіль доправлення повертався у верхню позицію, а доправник повертався назад на лоток доправника. Під час накату, затвор автоматично опускався і пуста гільза екстрактувалася. При повернення гармати у стандартне положення, стисне повітря продувало ствол гармати. Гармата була готова до перезарядження.

#### Електрогідравлічні приводи
Електрогідравлічні приводи обертали башту. Було три види обертань автоматичний, місцевий та ручний. У автоматичному, приводи згідно командам системи керування вогнем наводили гармати у горизонтальній та вертикальній площинах. У місцевому, приводи керувалися рухами штурвалів горизонтального навідника і навідника. У ручному режимі обертання башти відбувалося за допомогою штурвалу без допомоги приводів.

#### Приціли
Перископічні приціли дозволяли горизонтальному навіднику і навіднику бачити цілі зсередини броньованого корпусу. Кожний приціл мав рухливі призми які допомагали вести лінію візування відносно осі каналу ствола. У автоматичному режимі призми контролювалися системою керування вогнем або у ручному — оператором. Ручний метод був резервним, його можна було застосувати якщо система керування вогнем була пошкоджена. Командир башти був навчений наводити її і коригувати постріли вручну.

#### Верхнє перевантажувальне відділення
Верхнє перевантажувальне відділення було нижче видимої частини башти. Воно було броньоване та підсилене для того, щоб витримувати вагу башти. Людина, яка перебувала у цьому відділенні, могла подивитися вгору і побачити низ гармати усередині погона, на якому обертається башта. Наверх проходили елеватори для подачі боєприпасів, вони оберталися разом з баштою. Вони включали лебідки для подачі зарядів пороху та снарядів. У центрі приміщення проходила труба, яка також оберталася з баштою. У трубі були сховані силові та контрольні кабелі, які піднімалися у башту. По периметру приміщення було встановлено кранці перших пострілів. Поряд, у кутку приміщення або у сусідньому відсіку виходили шахти з лебідками подачі боєприпасів з артилерійських погребів. Персонал у перевантажувальному відділенні мав подати до башти від 30 до 40 снарядів і стільки ж зарядів пороху за хвилину з кранців перших пострілів, при цьому ухиляючись від обладнання, яке оберталося разом з баштою. Під час затишшя вони повинні були заповнювати кранці перших пострілів боєприпасами яки подавалися з артилерійських погребів.

### Система керування артилерійським вогнем Mark 37

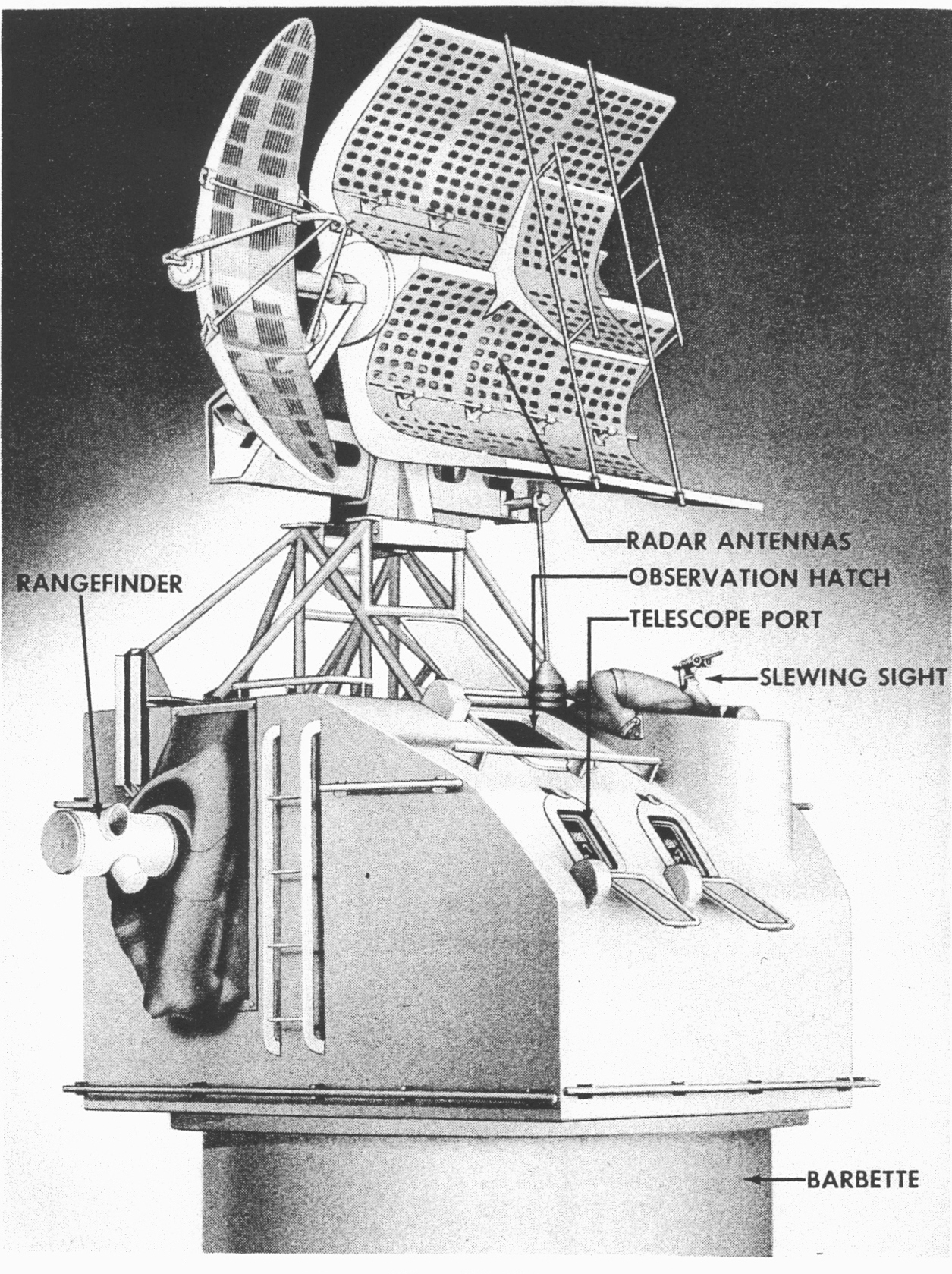
Прилад керування артилерійським вогнем Mk 37 944

Система керування артилерійським вогнем Mark 37 (СКАВ)  була основною системою керування вогнем додаткових батарей. На борту було чотири СКАВ Mk37; одна спереду над ходовим містком, дві в районі міделя з обох боків передньої вентиляційної труби та один у кормі кормовим приладом керування артилерійським вогнем  Mk38 та баштою № 3. Основним компонентом СКАВ Mk 37 був прилад керування артилерійським вогнем Mk 37 (ПКАВ) та обладнання артилерійського посту.

#### Прилад керування артилерійським вогнем Mark 37
Функцією ПКАВ Mark 37 було відстежування поточної позиції цілі за пеленгом, висотою та дистанцією. Для цього він мав оптичні приціли (прямокутні вікна спереду), оптичний далекомір (труби з боків) і антени радара керування вогнем. На рисунку зображено ПКАВ MK 37, з прямокутними антенами для радара Mark 12 і параболічними антенами радара Mk 22 зліва. Вони були частиною оновлень спрямованих на боротьбу з літаками. Командир ПКАВ також мав поворотний приціл для щоб швидко вказати пеленг на нову ціль.

#### Артилерійський пост
Артилерійський пост додаткових батарей знаходився нижче ватерлінії за броньовим поясом. Там знаходилося чотири повних набори обладнання для керування вогнем, за допомогою якого можна було наводитися і обстрілювати чотири цілі. Кожний набір складався з обчислювача Mark 1A, елемента стабілізації Mark 6, радара та дисплеїв керування вогнем, коректорів паралаксу, a комутатора та обслуги.

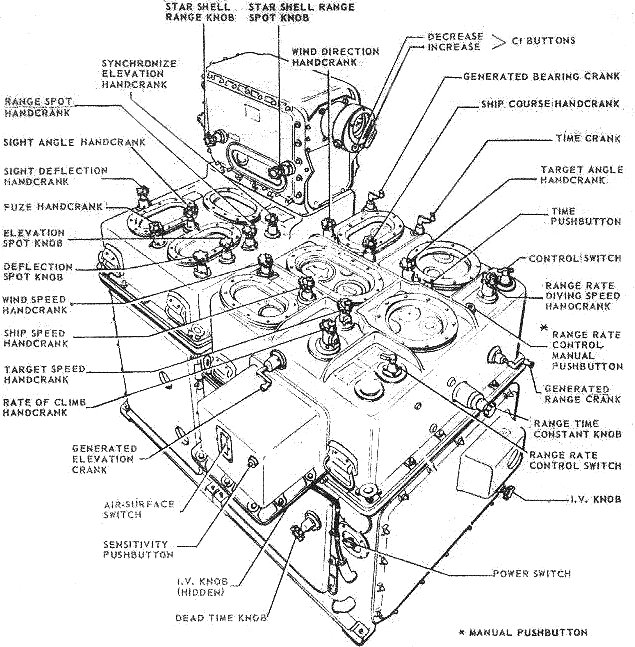
Обчислювач Mark 1A

Обчислювач керування вогнем Mark 1A був електромеханічною аналоговою балістичною обчислювальною машиною. Його функцією було наведення гармат для точної стрільби по цілях. Його робота була схожа на роботу датчика дальності Mk 8, крім того що Mark 1A  слідкував ще за висотними швидкими цілями. При веденні вогню по морським та сухопутним цілям СКАВ додаткових батарей мала ті ж проблеми, що і СКАВ головних батарей. Єдиною відмінністю були балістичні розрахунки. Кут наведення  5-дюймових (127 мм) гармат для наведення на дальність 9 морських миль (17 км) відрізняється від куту наведення 16-дюймових гармат на тій же дистанції. Балістичні обчислення цих механічних аналогових обчислювальних машин були зроблені на основі диференціальних шестерень, важелів та малих стржнів, які були нанесені на поверхню тривимірних кулачків. Ці механізми були зроблені на заводі і сховані всередині обчислювальної машини. До появи цифрових комп'ютерів будь-які налаштування проводилися лише у порту. Система керування зенітним вогнем була складнішою через те, що необхідно було слідкувати за висотою цілі і робити обрахунки параметрів цілі у трьох вимірах. Данні з Mk 1A були схожі (пеленг та кут наведення), але ще додавався таймер запалу. Таймер запалу був потрібний через те, що не можливо було влучити точно у літак який швидко рухався. За допомогою запалу снаряд підривався у повітрі поблизу цілі чим міг уразити її завдяки масі осколків. Винахід наприкінці Другої світової війни, неконтактного детонатора VT усунуло необхідність підраховувати час запалу і його можливі помилки. Це суттєво підвищило шанси знищення повітряних цілей.
Призначення елемента стабілізації Mk 6 таким як і у система вертикальної стабілізації Mk 41 на головних батареях. Це був вертикальний пошуковий гіроскоп який стабілізував систему при диференті і крені корабля.
Радар СКВА Mk 37 постійно вдосконалювався. У 1930-ті, ПКАВ Mk 37 не мав радарної антени. У вересні 1941 було змонтовано антену радара керування вогнем Mk 4. Швидкість літаків зростала і у 1944 для підвищення швидкості та точності радар Mk 4 було замінено на комбінацію радарів Mk 12 (квадратна антена) та Mk 22 (параболічна антена). І нарешті, було встановлено зверху кругову антену радара SPG 25

## Зенітні батареї

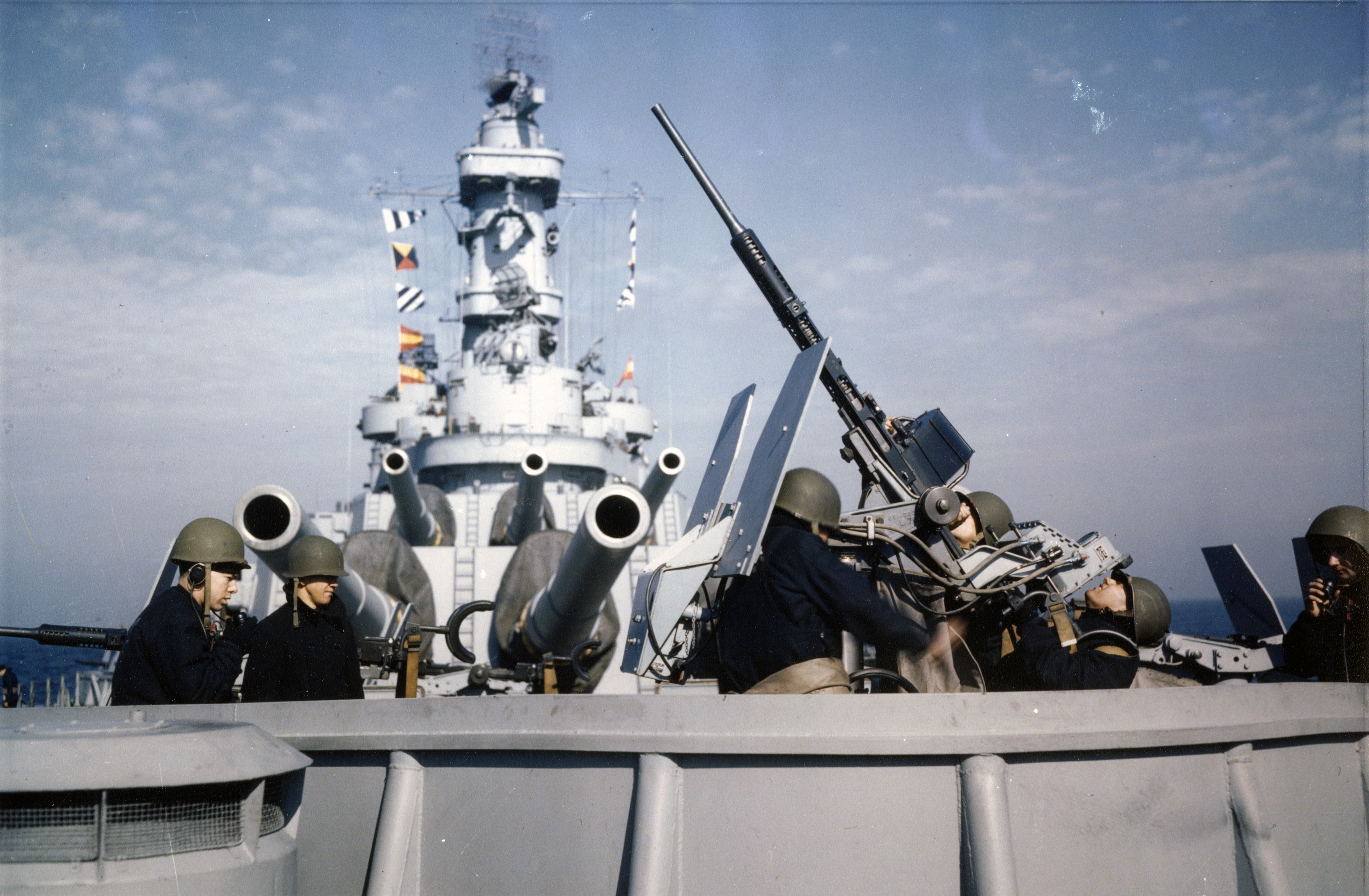
Зенітні гармати Oerlikon 20 мм на борту лінкора Айова.

Через те, що лінкори класу Айова були розроблені для супроводу швидких авіаносців,на всіх кораблях було встановлено багато зенітних гармат для захисту авіаносців від атак японських літаків. До складу зенітних дивізіонів входили до 20 зчетверених  40 мм установок та 49 неспарених 20 мм. У 1968 під час підготовки лінкора Нью-Джерсі до служби у В'єтнамі 20 та 40 мм батареї було демонтовано. Під час переобладнання у 1980-х з усіх кораблів біло демонтовано 20 та 40 мм батареї і встановлено по чотири установки ЗАК Phalanx.

### Зенітні гармати Oerlikon 20мм
Зенітні гармати Oerlikon 20 мм були одними з найпоширеніших зенітних гармат часів Другої світової; лише у США було виготовлено 124,735 цих гармат. Після випуску у 1941 ці гармати замінили кулемети 0.50"/90 (12.7 мм) M2 Browning MG. Гармати Oerlikon 20 мм були основними зенітними гарматами флоту США до появи зенітної гармати 40 мм Bofors у 1943.
Охолодження гармат було повітряним, а перезаряджання відбувалося завдяки системі відведення порохових газів. На відміну від автоматичних гармат часів Другої світової 20 мм гармата Ерлікон не мала віддачі, затвор ніколи не замикався у казеннику і рухався вперед під час ведення вогню. Ця гармата не мала гальма віддачі, через те, що віддача гасилася при наступному пострілі.

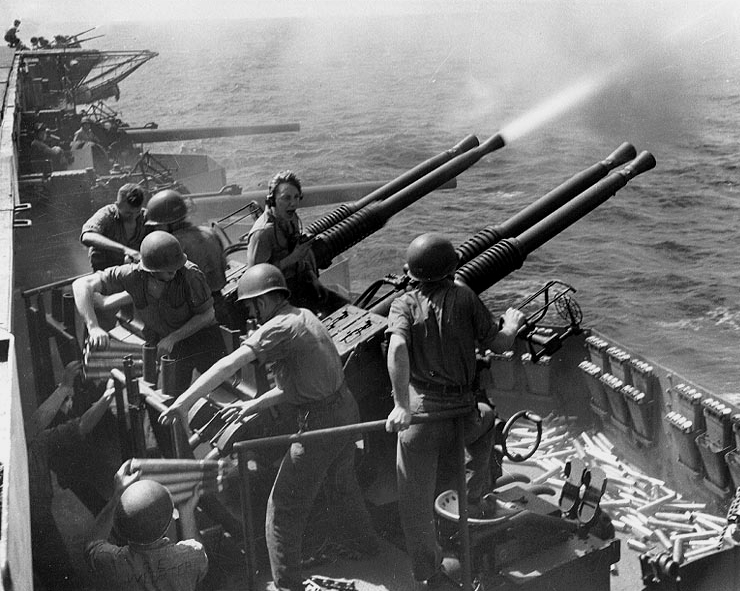
Зенітні гармати Bofors 40 мм на зчетвереній вогневій платформі MK 12 на палуб авіаносця Хорнет під час Другої світової війни.

Між груднем 1941 та вереснем 1944, 32 % всіх збитих японських літаків було збито саме цими гарматами, а найбільша кількість, 48,3 %, за другу половину 1942. У 1943 було представлено новий приціл Mark 14, який зробив гармати ще більш ефективними; виявилося, що 20 мм гармати ефективні проти атак японських камікадзе які почастішали під кінець Другої світової. З плином часу їх поступово замінили зенітними гарматами 40 мм Bofors.

### Зенітні гармати Bofors 40 мм

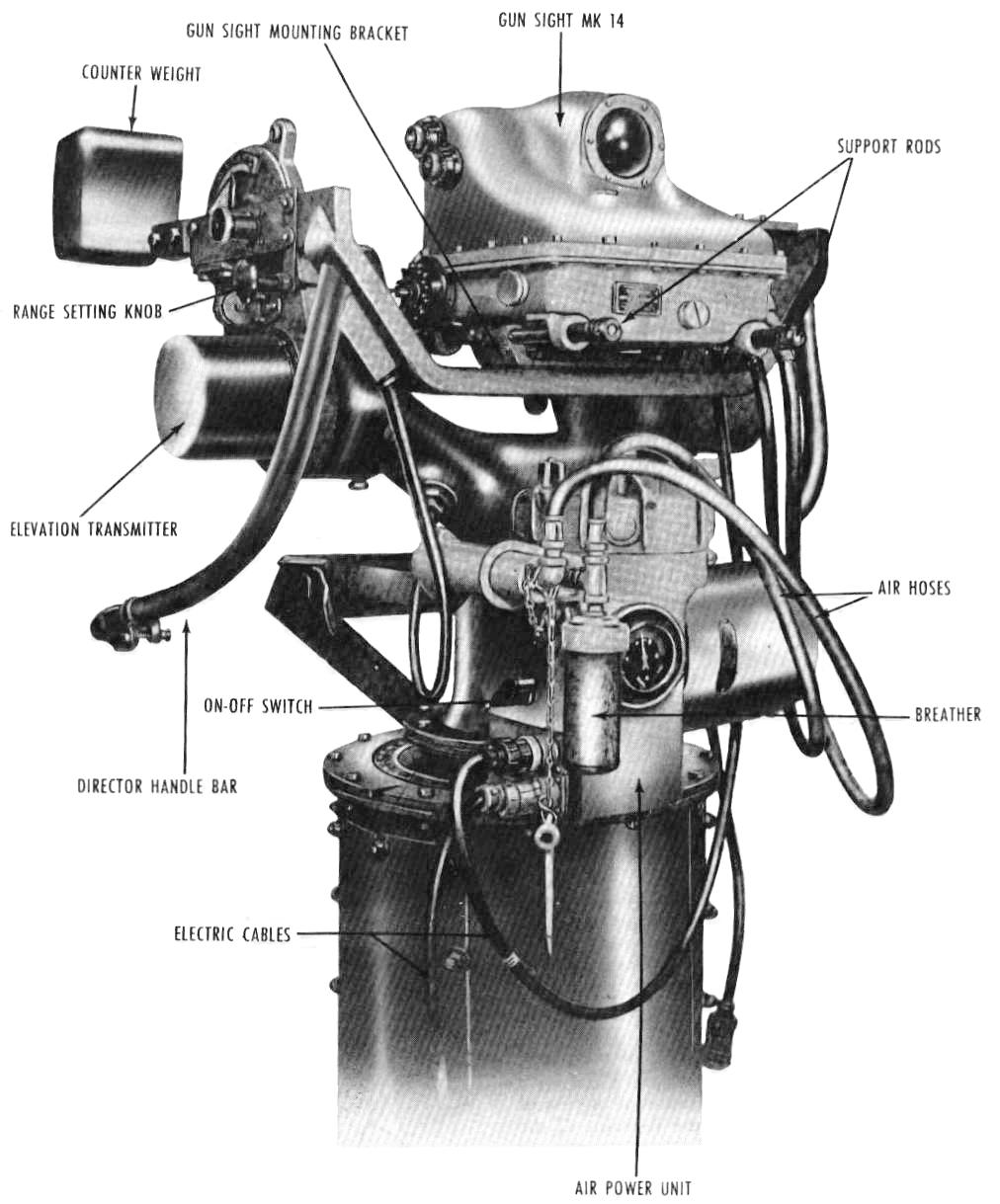
ПКАВ Mark 51 з прицілом Mark 14 (40 мм)

Безумовно це були найкращі легкі зенітні гармати періоду Другої світової війни, зенітні гармати Bofors 40 мм були встановлені майже на кожному великому бойовому кораблі флотів США та Сполученого Королівства в період з  1943 по 1945. Розробка німецьких та шведських конструкторів, зенітна гармата Бофорс була сильно «американізована» для того щоб стати стандартною для флоту США. Це привело до того, що гармата була переведена на Англійські стандарт і під боєприпаси які використовували у американському та британському флотах. Після оснащення електрогідравлічними приводами для покращення швидкості та ПКАВ Mark 51 для покращення точності, гармата Bofors 40 мм стала нічним жахом для японських літаків. За статистикою більше половини збитих японських літаків у період з 1 жовтня 1944 по 1 лютого 1945 припадає саме на ці гармати.
Коли було розпочато будівництво лінкорів класу Айова у 1943 та 1944 вони несли 12 зчетверених установок Bofors 40 мм. Також ці гармати повинні були захищати союзні авіаносці від атак японської авіації на тихоокеанському ТВД. Ці гармати стояли на лінкорах Айова, Міссурі та Вісконсин до їх модернізації у 1980-х роках. Демонтовані вони були через те, що вже не могли ефективно протидіяти, зі своїм ручним наведенням, сучасним реактивним літакам та ракетам. Замінено систему Бофорс було на зенітно-артилерійський комплекс Phalanx (ЗАК).

### ЗАК Phalanx

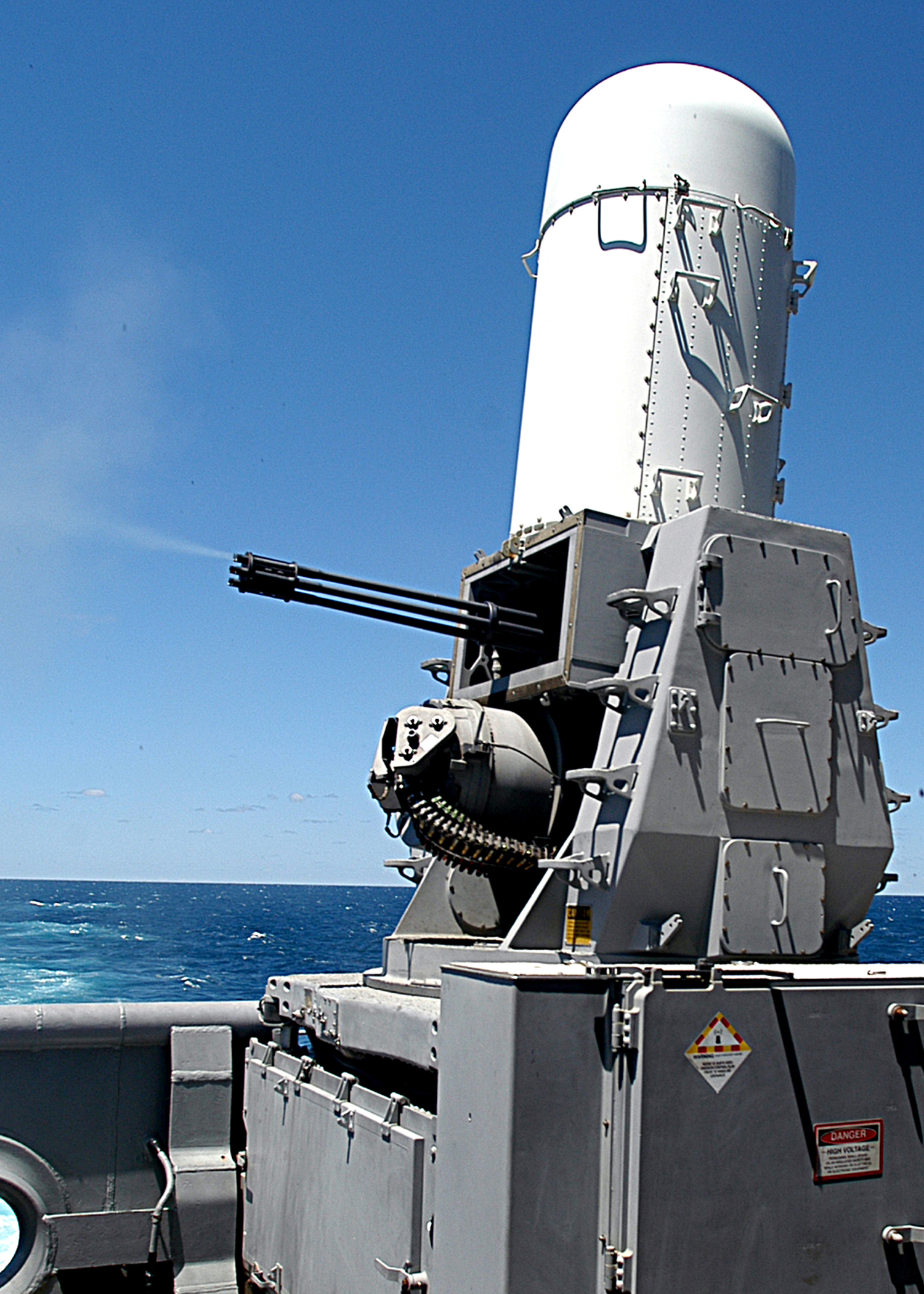
ЗАК Phalanx CIWS на борту універсального десантного корабля Кірсардж

Під час модернізації у 1980-х, кожний лінкор отримав по чотири установки ЗАК Phalanx, дві було розташовано за містком і по одній спереду і позаду димової труби. Айова, Нью-Джерсі та Міссурі було оснащено версією Блок 0 ЗАК Phalanx, А Вісконсін отримав першу версію Блок 1 у 1988.
ЗАК Phalanx є останнім рубежем оборони проти корабельних ракет та літаків, зараз ці комплекси встановлено на всі кораблі флоту США. Через свою форму вони мають прізвисько «R2D2», на честь дроїда R2-D2 з всесвіту Зоряні війни. Розроблені на початку 1970-х компанією General Dynamics, зараз виробляється компанією Raytheon. ЗАК Phalanx має на озброєнні 20 мм гармату M61 Vulcan яка розроблена за системою Гатлінга для знищення ворожих ракет та літаків яким вдалося уникнути зенітних ракет.
ЗАК Phalanx працює за допомогою пошукового та відстежуючого радарів для відстеження цілей на дальності від 1 до 1.5 nautical miles (2.8 km). Коли ціль у зоні дії ЗАК, установка починає слідкувати за ціллю одночасно прораховуючи наступні дії з гідно з закладеними шаблонами. Після визначення всіх критеріїв установка Phalanx автоматично атакує ціль, якщо ціль розпізнано як ворожу, або система рекомендує оператору ЗАК Phalanx атакувати ціль.
ЗАК Phalanx використовувалися Міссурі та Вісконсіном у 1991 під час війни в Затоці; лише сам Вісконсин вистріляв 5,200 20 мм набоїв ЗАК Phalanx. Міссурі також отримала декілька попадань від «дружнього вогню» ЗАК Phalanx з фрегата «Джаррет», який помилково прийняв дипольний відбивач запущений з Міссурі за ціль і обстріляв Міссурі. Снаряди влучили у перегородку над знаменитою «палубою капітуляції» і зрекошетили від броні, один снаряд пробив димову трубу, а інший перегородку і потрапив у внутрішній коридор.

## Ракети
Під час модернізації у 1980-х на лінкори класу Айова було встановлено три нових види зброї. Першим став зенітно-артилерійський комплекс Фаланкс. Двома іншими стали ракетні комплекси класів «корабель-корабель» та «корабель-поверхня». Спочатку хотіли встановити ракетні комплекси Сі Спарроу, але виявилось, що систему не витримує тиску який створюють залпи гармат головного калібру.

### Ракети класу «корабель-поверхня» Томагавк

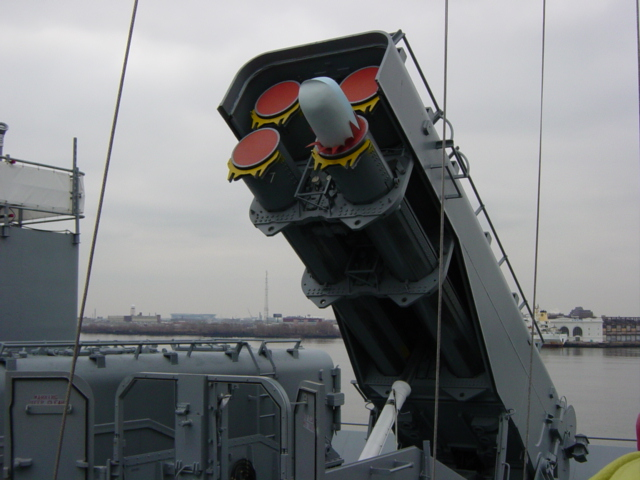
Пусковий контейнер ракет Томагавк на борту лінкору Нью-Джерсі.

Крилата ракета BGM-109 Томагавк вперше була представлена у 1970-х, а була прийнята на службу у 1983. За конструкцією це була всепогодна, дозвукова крилата ракета, великого радіуса дії, Томагавк могла дістатися цілей до яких не діставали 16-дюймів (406 мм) гармати лінкорів. Після встановлення ракет на лінкори, вони стали самою далекобійною зброєю.
Через конструкцію лінкорів, на борту не було місця де можливо було розмістити пускові контейнери ракет, без внесення суттєвих змін у конструкцію. Для встановлення контейнерів було запропоновано демонтувати по чотири башти додаткових гармат калібру 5"/38. По міделю і у кормі внесли необхідні зміни для розміщення ракетних магазинів. В результаті було встановлено дві платформи, одна була розміщена між першою і другою димовими трубами, а інша за другою трубою де можна розмістити броньовані контейнери MK-143. Кожний контейнер розраховано на чотири ракети, всього на лінкори було встановлено по вісім контейнерів на кожний, тому кожний з лінкорів міг зробити залп на 32 ракети Томагавк.
На лінкорах було встановлено різні типи ракет Томагавк: протикорабельна ракета (TASM), ракета «корабель-поверхня»-звичайна (TLAM-C) і ядерна ракета «корабель-поверхня» (TLAM-N). Всі ракети була схожими і мали однакові корпуси і пускові механізми, різниця була лише у боєголовках. Звичайна ракета Томагавк несла боєголовку з 1 000 фунт (450 кг) вибухівки або з касетними бомбами. ядерний варіант оснащено ядерною боєголовкою W80 на 200 кт.
Ракети «корабель-поверхня» оснащено радаром який відстежує рельєф місцевості (TERCOM) для наведення та знищення цілей. Радар TERCOM використовує збережені у пам'яті мапи і порівнює їх з поточною місцевістю для визначення позиції ракети. У разі потреби в курс ракети вносяться коригування. Термінальне наведення у області біля цілі було представлено системою цифрового порівняння місць (DSMAC), яка порівнювала зображення збережені у пам'яті з зображеннями цілі на місцевості.
Стартова вага ракети Томагавк становила 2 650 фунт (1 200 кг) плюс вага прискорювача 550 фунт (250 кг). Крейсерська швидкість становила 0,5 Маха (612.5 км/год), а швидкість атаки 0,75 Маха (918 км/год). Дальність дії протикорабельної ракети становила 250 морська миля (460 км), а максимальна 470 морська миля (870 км), у той час як у звичайної ракети «корабель-поверхня» — 675 морська миля (1 250 км), а у ядерної — 1 500 морська миля (2 800 км).
У 1991 під час війни у Затоці, лінкори Міссурі та Вісконсин обстрілювали ракетами Томагавк іракські цілі під час операції «Буря в пустелі». Вісконсин виступав у ролі командного центру, з якого керувалася стрільба ракетами Томагавк, керуючи першим залпом ракет, який став початком операції «Буря в пустелі». За перші два дні операції  Вісконсин випустив 24 ракети.

### Протикорабельні ракети Гарпун

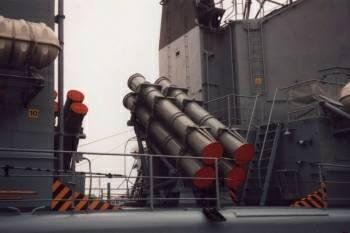
Зчетверена пускова установка Mk 141 на борту німецького фрегату Бремен

Для боротьби з ворожими кораблями, на лінкори класу Айова було встановлено систему озброєння Гарпун. Система складалася з чотирьох броньованих стільникових пускових установок Mk 141 розроблених для транспортування та стрільби ракетами McDonnell Douglas RGM-84 Гарпун. Кожна ракета Гарпун була розташована в окремій пусковій установці Mk 141, які розташовувалися вздовж кормової труби; по вісім з кожного боку, двома групами по чотири ПУ. Стартова вага ракети становила 1 530 фунт (690 кг), з урахуванням ваги прискорювача 362 фунт (164 кг). Крейсерська швидкість становила 0,87 Маха (1064,88 км/год), максимальна дальність становила 64 морська миля (119 км).
Після пострілу ракетою вмикався прискорювач який приблизно через 5 миль відпадав. Після скидання прискорювача включався реактивний двигун який вів ракету на ціль. Стабілізатори були заховані у корпус і відкривалися одразу після старту ракети. Наводити ракету допомагала система керування вогнем AN/SWG-1 Гарпун.
На лінкорах використовувався варіант ракети RGM/UGM-84, який було розроблено для використання на надводних кораблях. На ракеті було встановлено твердопаливний ракетний прискорювач у секції A/B44G-2 або -3, який викидався після використання. Максимальна дальність становила 140 кілометрів (76 морська миля).
Після старту ракета прямувала до місця знаходження цілі, яке визначалося корабельною трьох-осевою системою Attitude Reference Assembly (ATA) у секції наведення AN/DSQ-44. Точність ATA була гіршою, ніж у повноцінної інерціальної системи, але вона підходила для ракет Гарпун. Для стабілізації та керування, AGM-84A мала чотири крила (3x BSU-42/B, 1x BSU-43/B) і чотири хвостових рухомих стабілізатора BSU-44/B. Ракета летіла на малій крейсерській висоти і на заданій відстані від цілі, пошуковий радар AN/DSQ-28 J-діапазону у носі було активовано для пошуку і захоплення цілі. Перемикач відстані радар можна було встановити на нижчі або виші значення, це потребувало знати більш точне положення цілі, але зменшувало ризик бути поміченим електронними засобами протидії (ECM).
Альтернативним режимом запуск був так званий режим Запуск лише за Напрямом (BOL). У цьому режимі, запускалася у напряму цілі, а її радар працював з самого старту в режимі пошуку цілі у секторі +/- 45° від лінії польоту. Після знаходження і захоплення цілі ракета xGM-84A швидко набирала висоту 1800 м перед пікіруванням на ціль, так званий «pop-up maneuver». 221 кг (488 lb) WDU-18/B бронебійна осколково-фугасна боєголовка (у WAU-3(V) /B секція) була заведена за допомогою ударного з затримкою детонатору. Якщо ціль не було знайдено, ракета самознищувалася.